# Эштокин, Анатолий Павлович
Анатолий Павлович Эштокин (18 мая 1932 — 16 февраля 2001) — советский конструктор ракетного вооружения, разработчик противотанковых ракетных комплексов. Лауреат Государственных премий СССР за 1975 и 1983 годы.

## Биография
Анатолий Павлович Эштокин родился 18 мая 1932 года в селе Акимовка Запорожской области Украинской ССР. По окончании Днепропетровского университета в 1956 году приехал по распределению на работу в Тульское Конструкторское бюро приборостроения, в котором проработал 44 года, пройдя в трудовой биографии путь от инженера-конструктора до начальника отдела внешнеэкономических связей.
Участвовал в разработке и возглавлял в КБП работы по проектированию и внедрению в серийное производство противотанковых управляемых ракетных комплексов нескольких поколений. Участник и руководитель разработки противотанковых комплексов «Фагот», «Конкурс», «Метис», «Кастет», «Бастион», «Шексна».
Долгое время возглавлял в КБП филиал кафедры «Расчёт и проектирование летательных аппаратов» Тульского Политехнического института, который предоставлял возможность студентам перенимать знания непосредственно у инженеров-конструкторов, ведущих передовые научно-конструкторские работы. С 1993 года занял должность начальника отделения внешнеэкономических связей, в годы, когда Тульское КБП получило право на самостоятельную внешнеэкономическую деятельность в области военно-технического сотрудничества со странами мира.

## Разработки
- Переносной противотанковый ракетный комплекс «Фагот»
- Переносной противотанковый ракетный комплекс «Конкурс»
- Переносной противотанковый ракетный комплекс «Метис»
- Комплексы управляемого вооружения «Кастет», «Бастион», «Шексна».

## Награды
- Орден Знак Почёта (1988)
- Государственная премия СССР (1975)
- Государственная премия СССР (1983)